# قائمة الفيالق الألمانية في الحرب العالمية الثانية
قائمة الفيالق الألمانية في الحرب العالمية الثانية
هذه قائمة بقوات الجيش الألماني التي كانت موجودة خلال الحرب العالمية الثانية.

## الجيش (هير)

### فيالق المشاة

#### I-IX
- فيلق الجيش الأول
- فيلق الجيش الثاني
- فيلق الجيش الثالث
- فيلق الجيش الرابع
- فيلق الجيش الخامس
- فيلق الجيش السادس
- فيلق الجيش السابع
- فيلق الجيش الثامن
- فيلق الجيش التاسع

#### X – XIX
- فيلق الجيش العاشر
- فيلق الجيش الحادي عشر
- فيلق الجيش الثاني عشر
- فيلق الجيش الثالث عشر
- فيلق الجيش الرابع عشر
- فيلق الجيش الخامس عشر
- فيلق الجيش السادس عشر
- فيلق الجيش السابع عشر
- فيلق الجيش الثامن عشر
- فيلق الجيش التاسع عشر

#### XX XXIX
- فيلق الجيش العشرون
- فيلق الجيش الحادي والعشرون
- فيلق الجيش الثاني والعشرون
- فيلق الجيش الثالث والعشرون
- فيلق الجيش الرابع والعشرون
- فيلق الجيش الخامس والعشرون
- السادس والعشرون فيلق الجيش
- فيلق الجيش السابع والعشرون
- فيلق الجيش الثامن والعشرون
- فيلق الجيش التاسع والعشرون

#### XXX – XXXIX
- الفيلق الأول
- فيلق الجيش الحادي والثلاثون
- الثاني والثلاثون فيلق الجيش
- فيلق الجيش الثالث والثلاثون
- فيلق الجيش الرابع والثلاثون
- XXXV فيلق الجيش
- XXXVI فيلق الجيش
- XXXVIII فيلق الجيش
- XXXIX فيلق الجيش

#### XXXX – XXXXIX
- XXXX فيلق الجيش
- XXXXI فيلق الجيش
- XXXXII فيلق الجيش
- XXXXIII فيلق الجيش
- فيلق الجيش الرابع والأربعون
- XXXXVI فيلق الجيش
- XXXXVII فيلق الجيش
- XXXXVIII فيلق الجيش

#### L – LIX
- فيلق الجيش L
- فيلق الجيش LI
- سلاح الجيش الثاني عشر
- فيلق الجيش الثالث عشر
- فيلق الجيش الحي
- فيلق الجيش LV
- فيلق الجيش LVI
- فيلق الجيش السابع والخمسون
- فيلق الجيش LIX

#### LX – LXIX
- فيلق الجيش LXII
- فيلق الجيش LXIII
- فيلق الجيش LXIV
- فيلق الجيش LXV
- فيلق الجيش LXVI
- فيلق الجيش السابع والخمسون
- فيلق الجيش الثامن والخمسون
- فيلق الجيش التاسع والخمسون

#### LXX - LXXIX
- فيلق الجيش LXX
- فيلق الجيش LXXI
- LXXII فيلق الجيش
- LXXIII فيلق الجيش
- LXXIV فيلق الجيش
- فيلق الجيش LXXV
- LXXVI فيلق الجيش
- LXXVIII فيلق الجيش

#### LXXX – LXXXIX
- فيلق الجيش LXXX
- LXXXI فيلق الجيش
- LXXXII فيلق الجيش
- LXXXIII فيلق الجيش
- LXXXIV فيلق الجيش
- فيلق الجيش LXXXV
- LXXXVI فيلق الجيش
- LXXXVII فيلق الجيش
- LXXXVIII فيلق الجيش
- LXXXIX فيلق الجيش

#### LXXXX – CI
- فيلق جيش XC
- فيلق جيش XCI
- فيلق الجيش السابع والعشرون
- فيلق CI

### سلاح آلي
- III سلاح بمحركات
- سلاح XIV بمحركات
- XV فيلق ميكانيكي
- السادس عشر فيلق بمحركات
- التاسع عشر فيلق بمحركات
- الفيلق الثاني والعشرون
- XXXIX فيلق بمحركات
- XXXX فيلق آلي
- XXXXI فيلق بمحركات
- XXXXVI فيلق بمحركات
- XXXXVII مزودة بمحركات
- XXXXVIII فيلق بمحركات
- سلاح LVI بمحركات
- الفيلق الميكانيكي LVII

### فيالق بانزر إس إس
- فيلق بانزر الثالث
- فيلق الجيش الرابع
- فيلق الجيش السابع
- فيلق بانزر الرابع عشر
- التاسع عشر فيلق الدبابات
- الرابع والعشرون بانزر السلك
- الثامن والثلاثون فيلق الدبابات
- XXXIX فيلق الدبابات
- XL فيلق الدبابات
- فيلق البانزر 41
- السادس والأربعون فيلق الدبابات
- فيلق بانزر السابع والاربعون
- فيلق بانزر الثامن والأربعون
- فيلق بانزر 56
- السابع فيلق الدبابات
- LVIII فيلق الدبابات
- LXXVI فيلق الدبابات
- فيلق بانزر فيلدرهنرهال
- فيلق بانزر جروسدوتشلاند

### الفيالق الجبلية
- الفيلق الجبلي الخامس عشر
- الفيلق الجبلي الثامن عشر
- الفيلق الجبلي التاسع عشر
- الفيلق الجبلي الحادي والعشرون
- الفيلق الجبلي الثاني والعشرون
- الفيلق الجبلب السادس والثلاثون
- الفيلق الجبلي التاسع والاربعين
- LI فيلق الجبل
- الفيلق الجبلي النرويجي

### الفيالق الإحتياطية
- الفيلق الاحتياطي LXI
- الفيلق الاحتياطي LXII
- الفيلق الاحتياطي LXIV
- الفيلق الاحتياطي LXVI
- الفيلق الاحتياطي LXVII
- الفيلق الاحتياطي LXIX

### فيالق متنوعة
- الفيلق الأفريقي
- فيلق الفرسان الأول
- فيلق الشرطة العسكرية الأول
- فيلق الشرطة العسكرية الثاني
- فيلق الشرطة العسكرية الثالث

### Höheres Kommando z.b.V.
- Höheres Kommando zb الخامس والثلاثون
- Höheres Kommando zb الخامس والثلاثون
- Höheres Kommando zb خامسا وثلاثون
- Höheres Kommando zb الخامس والثلاثون
- Höheres Kommando zb الخامس والثلاثون
- Höheres Kommando zb الخامس والثلاثون
- Höheres Kommando zb الخامس والثلاثون
- Höheres Kommando zb V. XXXXV
- Höheres Kommando zb V. LIX
- Höheres Kommando zb V. LX
- Höheres Kommando zb V. LXV
- Höheres Kommando zb V. LXX
- Höheres Kommando zb خامسا LXXI

## Waffen-SS (Schutzstaffel)

### فيالق المشاة إس إس
- فيلق إس إس السادس
- فيلق إس إس السادسفيلق إس إس العاشر
- فيلق إس إس السادسفيلق إس إس الحادي عشر
- فيلق إس إس الثاني عشر
- فيلق إس إس الثالث عشر
- فيلق إس إس الرابع عشر
- فيلق إس إس السادس عشر
- فيلق إس إس الثامن عشر

### فيلق إس إس متنوعة
- فيلق بانزر إس إس 1
- فيلق بانزر إس إس الثاني
- فيلق إس إس بانزر III (الجرماني)
- فيلق إس إس بانزر الرابع
- فيلق إس إس بانزر السابع

- فيلق إس إس الجبلي الخامس
- فيلق الفرسان إس إس الثامن - مخطط في عام 1945 ولكن لم يتم تشكيله
- IX SS Mountain Corps
- سلاح الفرسان القوزاق إس إس الخامس عشر
- XVII Waffen Corps من SS (المجرية)

## لوفتفافه

### فليجاكو (سلاح الجو)
- فليجاكو الأول
- فليجاكو الثاني
- فليجاكو الثالث
- فليجاكو الرابع
- فليجاكو الخامس
- فليجاكو السادس
- فليجاكو السابع
- فليجاكو الثامن
- فليجاكو التاسع
- فليجاكو العاشر
- فليجاكو الحادي عشر
- فليجاكو الثاني عشر
- فليجاكو الثالث عشر
- فليجاكو الرابع عشر
- فليجاكو تونس

### ياغكو
- ياغكو الأول
- ياغكو الثاني

### فيالق فلاك (المضادة للطائرات)
- فيلق فلاك الأول
- فيلق فلاك الثاني
- فيلق فلاك الثالث
- فيلق فلاك الرابع
- فيلق فلاك الخامس
- فيلق فلاك السادس

### فيالق المظليين (Fallschirmjäger)
- فيلق المظلييين الأول
- فيلق المظلييين الثاني
- فالشيرم بانزر 1 هيرمان جورينج

### فيالق ميدانية
- فيلق لوفتفافه الميداني الأول
- فيلق لوفتفافه الميداني الثاني
- فيلق لوفتفافه الميداني الثالث
- فيلق لوفتفافه الميداني الرابع